# Manuel Garcia-Rulfo
Manuel Garcia-Rulfo, född 25 februari 1981 i Guadalajara, är en mexikansk skådespelare.
Garcia-Rulfo har bland annat medverkat i TV-serierna The Lincoln Lawyer från 2022. Han har även medverkat i filmen The Magnificent Seven från 2016 och Mordet på Orientexpressen från 2017.

## Filmografi (i urval)
- 2016 – The Magnificent Seven
- 2017 – Mordet på Orientexpressen
- 2018 – Widows
- 2020 – Greyhound
- 2022 – The Lincoln Lawyer (TV-serie)
- 2022 – A Man Called Otto
- 2025 – Jurassic World Rebirth